# Edward Redliński
Edward Redliński (ur. 1 maja 1940 we Frampolu, zm. 30 czerwca 2024 w Warszawie) – polski prozaik, scenarzysta i dramatopisarz, reporter.

## Życiorys
Urodził się w rodzinie chłopskiej we Frampolu, obecnie siedlisko w gminie Juchnowiec Kościelny (Hołówki Duże 56). Był synem Adolfa i Marii, bratem polityka Wacława.
Ukończył studia na Wydziale Geodezji i Kartografii Politechniki Warszawskiej oraz Studium Dziennikarskie Uniwersytetu Warszawskiego. Pracował w „Gazecie Białostockiej”, białostockim radiu oraz w warszawskim tygodniku „Kultura”. Był autorem groteskowo-realistycznych powieści i opowiadań, ukazujących konflikt między kulturą tradycyjną a nowoczesnością, jeden z najsłynniejszych pisarzy związanych z Białostocczyzną.
W latach 1984–1991 przebywał w Stanach Zjednoczonych. Odznaczony został Złotym Krzyżem Zasługi oraz Odznaką „Zasłużony Działacz Kultury”.
Został pochowany na cmentarzu w Juchnowcu Kościelnym.

## Twórczość

### Proza
- Listy z Rabarbaru (1967),
- Awans (1973),
- Konopielka (1973),
- Nikiformy (1982, zbiór krótkich form),
- Dolorado i Tańcowały dwa Michały (1985, mikropowieści o nowej emigracji polskiej w Stanach Zjednoczonych),
- Szczuropolacy (także Szczurojorczycy[9][10][11]) (1994),
- Krfotok (1998),
- Transformejszen (2003),
- Telefrenia (2006),
- Debata, czyli bzik prezydencki (2008).

### Reportaże
- Ja w nerwowej sprawie (1969),
- Zgrzyt (1971).

### Dramaty
- Pustaki (1980),
- Wcześniak (1977),
- Awans (1973),
- Jubileusz (1975),
- Cud na Greenpoincie (1995).

## Nagrody

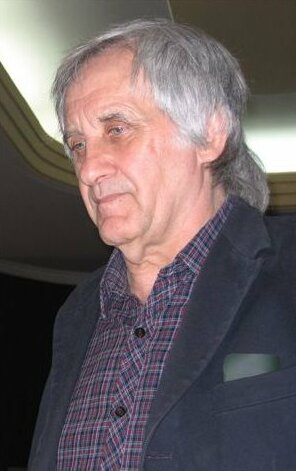
Edward Redliński (2006)

- 1966 – III nagroda im. Juliana Bruna
- 1968, 1974, 1982 – trzy Nagrody im. Stanisława Piętaka: za Listy z Rabarbaru, Konopielkę i za sztukę Pustaki.
- 1970 – I nagroda im. Juliana Bruna
- 1974 – Nagroda Fundacji im. Kościelskich
- 1975 – Nagroda II stopnia Ministra Kultury i Sztuki
- 1995 – Nagroda Ministra Kultury za sztukę Cud na Greenpoincie
- 2003 – Nagroda Literacka im. Wiesława Kazaneckiego
- 2006 – Nagroda im. Jarosława Iwaszkiewicza za całokształt twórczości
- 2009 – Nagroda im. Franciszka Karpińskiego za całokształt[12]
- 2013 – Nagroda marszałka województwa podlaskiego za całokształt[13]

## Ekranizacje
Filmy na podstawie jego powieści i scenariuszy:
- 150 na godzinę (1972, własny scenariusz, reżyseria Wanda Jakubowska)
- Awans (1974, własny scenariusz, reżyseria Janusz Zaorski)
- Konopielka (1982, scenariusz i reżyseria: Witold Leszczyński, własne dialogi)
- Szczęśliwego Nowego Jorku (1997, własny scenariusz na podstawie Szczuropolaków, reżyseria Janusz Zaorski)
- Requiem (2001, własny scenariusz, reżyseria Witold Leszczyński)